# US-Garnison Mannheim

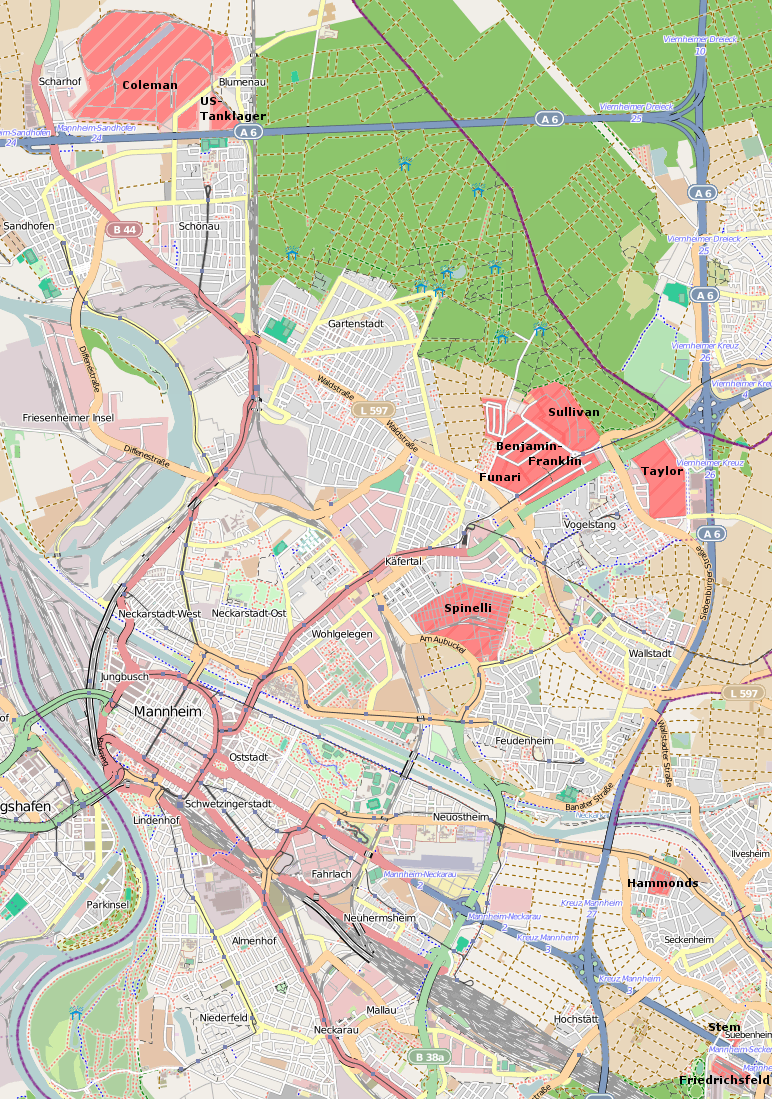
Karte mit belegten Militärflächen der US-Army in Mannheim 2010

Die US-Garnison Mannheim (englisch Mannheim Garrison / U.S. Army Garrison Mannheim) war bis zum 31. Mai 2011 die administrative Einheit der US-Armee in Mannheim.

## Geschichte
Am Ende des Zweiten Weltkriegs besetzte die US-Armee Mannheim und übernahm bald die Kasernen der Wehrmacht. Mannheim wurde so zu einem von 112 Orten in Deutschland, in welchen die amerikanischen Streitkräfte ansässig wurden. Im Laufe der Zeit wurden die Kasernen mit der Infrastruktur ausgebaut, die die Soldaten und ihre Angehörigen benötigten, wie Wohnunterkünfte, Schulen, Kirchen, Sportplätze und Einkaufsgelegenheiten. 1956 eröffnete die Mannheim High School und später gab es einen Standort der University of Maryland.
Die Garnison wurde Teil des Mannheimer Lebens, so fand regelmäßig das Deutsch-Amerikanische Volksfest statt oder wurde mit dem Albert-Schweitzer-Turnier ein hochrangiges Basketballturnier veranstaltet. Zu einem großen Unglück kam es 1982, als bei den Internationalen Luftschiffertagen zum 375-jährigen Stadtjubiläum ein am 
Flugplatz Mannheim-Neuostheim zum Absetzen von Fallschirmspringern eingesetzter Transporthubschrauber der US-Armee abstürzte und 46 Menschen starben. Die meisten waren junge Fallschirmsportler aus Mannheims Partnerstädten Toulon und Swansea

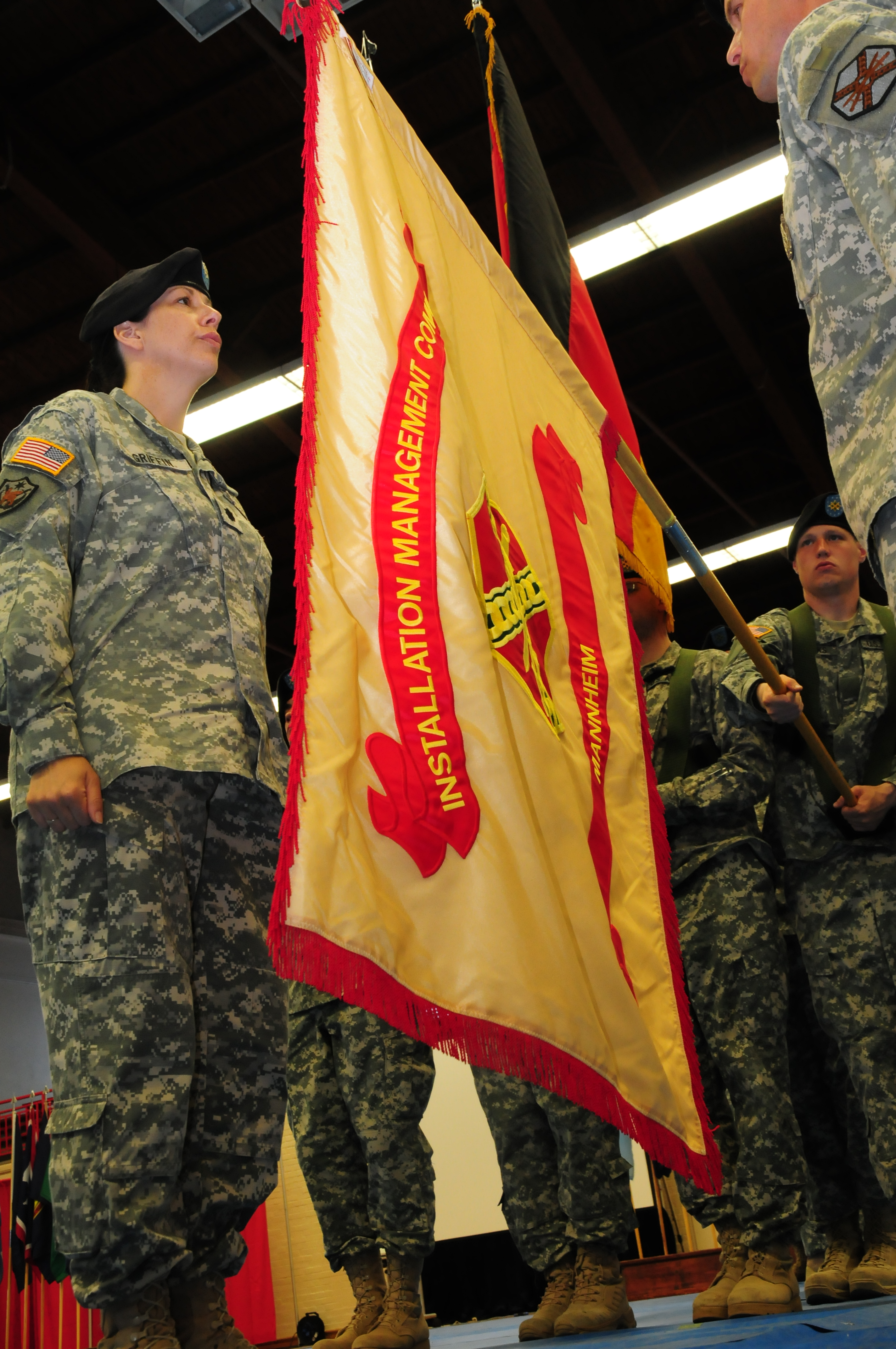
Abschiedszeremonie am 31. Mai 2011

In Mannheim-Seckenheim war von 1961 bis 1980 die Central Army Group (CENTAG) ansässig, ein wichtiges Hauptquartier der NATO. Nach der deutschen Wiedervereinigung und dem Ende des Kalten Kriegs in Europa, verringerte sich die Zahl der in Mannheim stationierten Soldaten und erste Flächen in Mannheim wurde freigegeben. 2010, in diesem Jahr lebten und arbeiteten noch rund 8.000 Amerikaner in Mannheim, wurde schließlich der komplette Abzug aus der Stadt beschlossen; dies war Teil der von der US-Army „Transformation“ genannten Umstrukturierung ihrer Streitkräfte in Europa. Zum 31. Mai 2011 wurde die Garnison Mannheim aufgelöst. Die letzte Kommandantin der Garnison war Oberstleutnant Elizabeth Ryan Griffin. Die verbliebenen in Mannheim stationierten US-Streitkräfte gehörten vorübergehend zur US-Garnison Baden-Württemberg (U.S. Army Garrison Baden-Württemberg), die jedoch im September 2013 aufgelöst wurde. Sämtliche Soldaten und Zivilangestellte sollten bis Februar 2015 aus Mannheim abgezogen und die Kasernen an die deutschen Behörden zurückgegeben werden.
In Mannheim wurde bis 2016 eine Fläche frei, die damals rund 3,5 Prozent der gesamten Gemarkungsfläche der Stadt entsprach. Im Juli 2010 richtete die Stadt Mannheim eine Geschäftsstelle „Konversion“ ein, die die Überführung in eine zivile Nutzung koordinierte.

## Standorte der Garnison

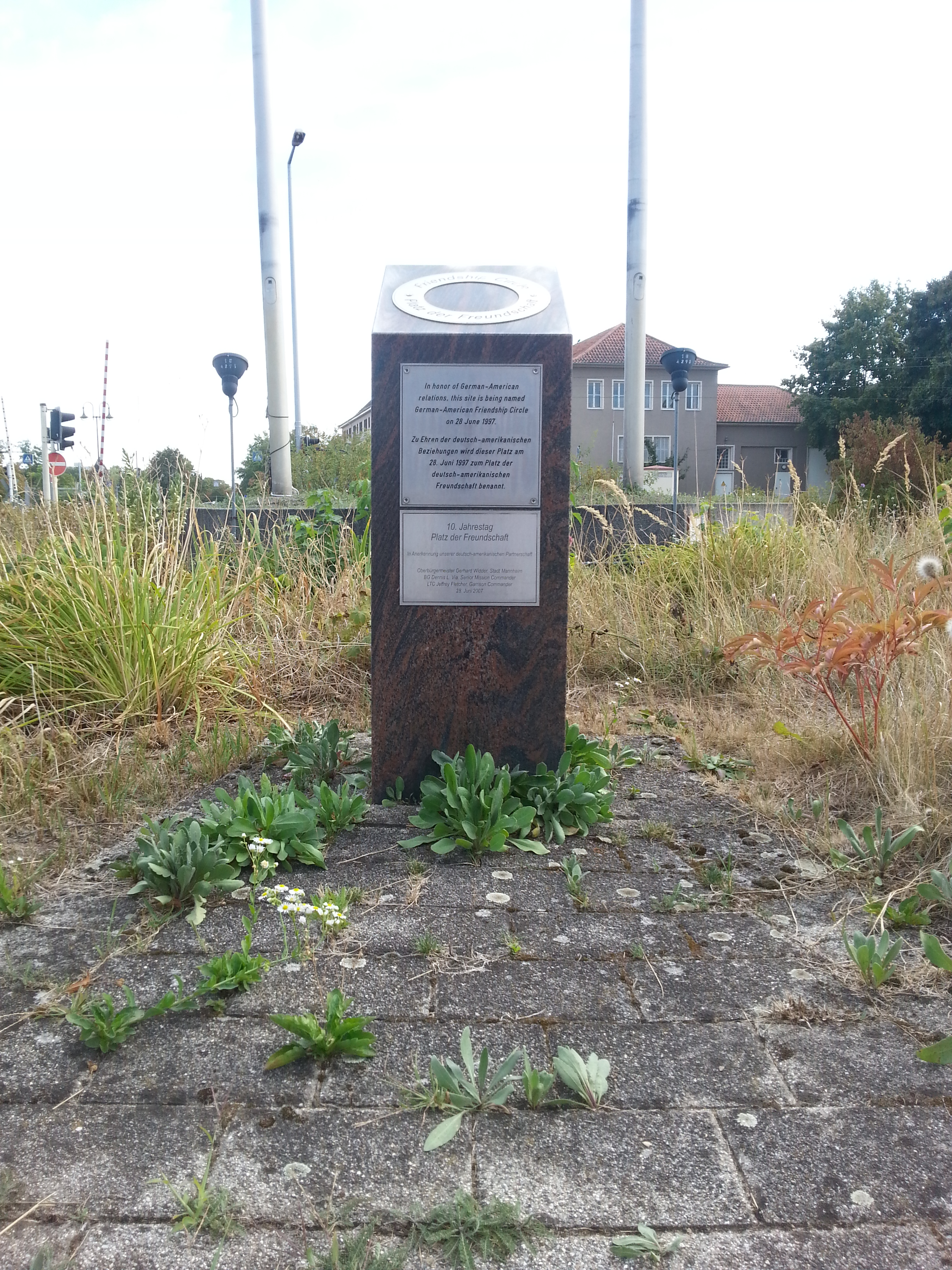
Denkmal für die deutsch-amerikanische Freundschaft auf dem Platz der Freundschaft im Benjamin Franklin Village

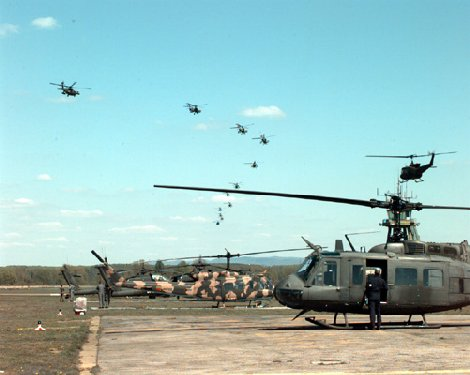
Hubschrauber auf dem Coleman Airfield

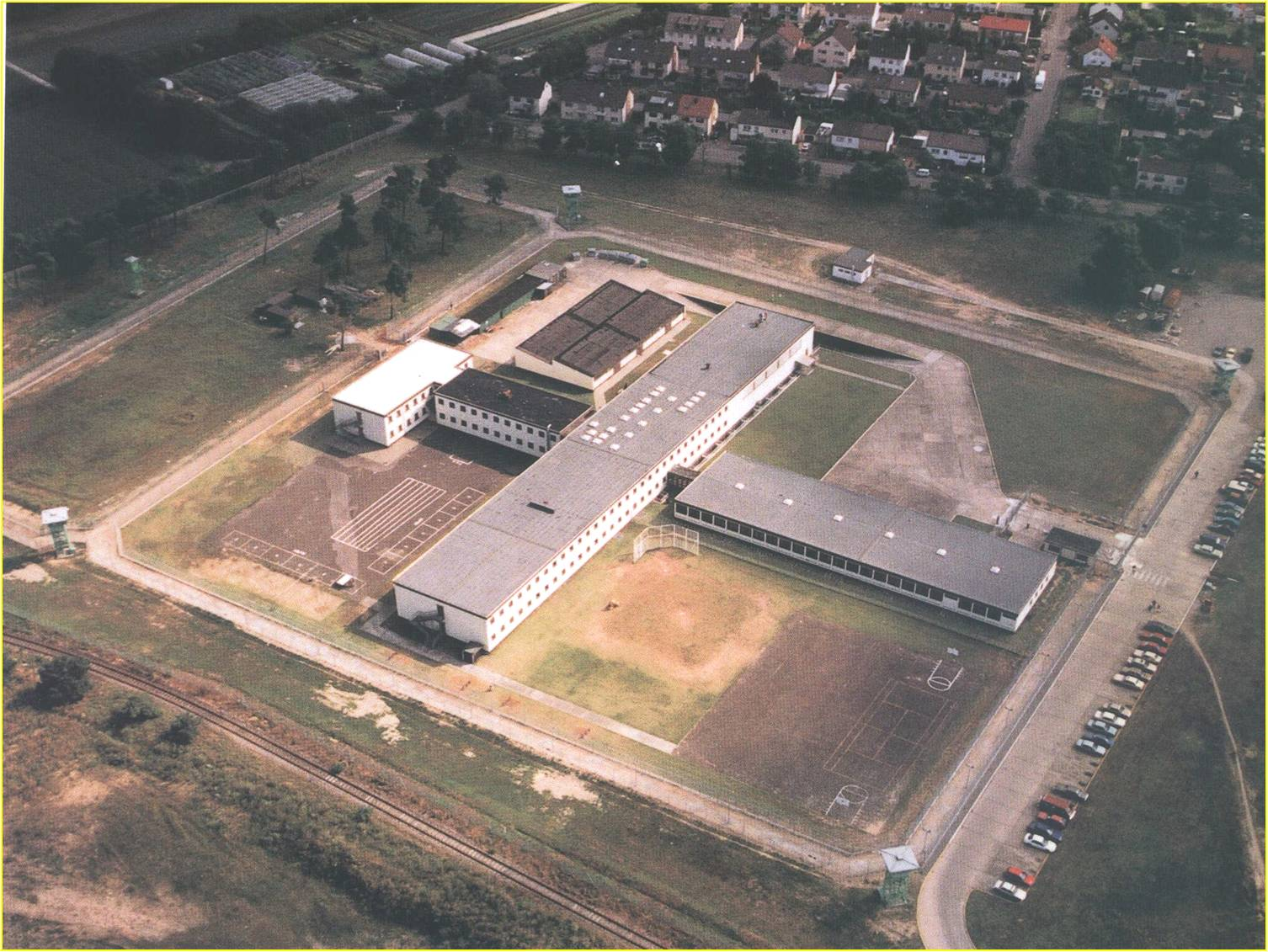
Militärgefängnis

Die US-Garnison Mannheim umfasste etwa 2.000 Gebäude mit 2.200 Wohnungen auf einer Fläche von etwa 500 Hektar. Die Garnison bestand aus den folgenden Kasernen:
- Gendarmerie-Kaserne in Mannheim-Schönau, aufgegeben 1991
- Rheinau-Kaserne in Mannheim-Rheinau, Größe: 10 ha, aufgegeben 1995[10]
- Offiziers-Kasino der Turley Barracks, aufgegeben 1999
- Coal Point im Rheinauhafen, Größe: 11 ha, aufgegeben 2002[11]
- Turley Barracks in Mannheim-Neckarstadt-Ost; benannt nach dem 1944 gefallenen US-Soldaten Samuel J. Turley; Größe: 13 ha, von 1994 bis 2004 befand sich dort auch ein Standort der University of Maryland, aufgegeben 2007[12]
In dieser ehemaligen Kaiser-Wilhelm-Kaserne befand sich nach dem Einmarsch der US-amerikanischen Truppen seit April 1945 ein Mannheimer DP-Lager.
- Friedrichsfeld Quartermaster Depot in Mannheim-Friedrichsfeld; Größe 20 ha, aufgegeben 2008[13]
- Tanklager „Mannheim Class III Point“ in Blumenau; Größe: 12 ha, aufgegeben 2010[14]
- Taylor Barracks (2nd Signal Brigade headquarters) in Mannheim-Vogelstang; benannt nach dem 1945 gefallenen US-Soldaten Cecil Taylor; Größe: 46 ha, aufgegeben 2011
- Benjamin Franklin Village (mit der Mannheim American High School mit über 1700 Schülern) in Mannheim-Käfertal; benannt nach dem US-Staatsmann und Erfinder Benjamin Franklin; Größe: 88 ha; 2013 an die Bundesrepublik Deutschland zurückgegeben.[15]
- Sullivan Barracks (7th Signal Brigade headquarters) in Mannheim-Käfertal; benannt nach dem 1945 gefallenen US-Soldaten George Sullivan; Größe: 44 ha; 2013 an die Bundesrepublik Deutschland zurückgegeben.[16]

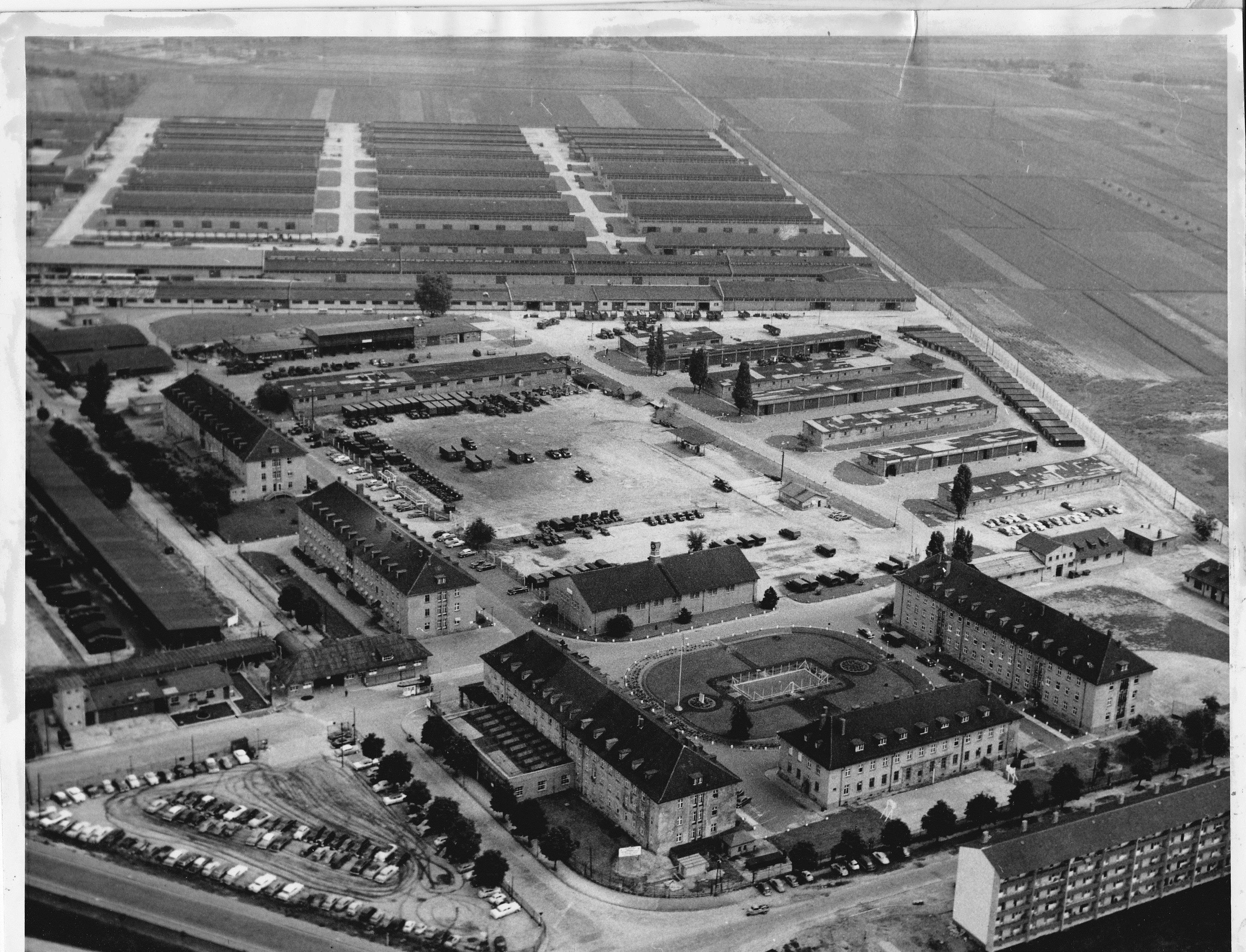
Spinelli Barracks 1962, aufgenommen von Dominic Spinellis Eltern während ihrer Anreise zur Gedenkveranstaltung in Mannheim

- Spinelli Barracks 1962, aufgenommen von Dominic Spinellis Eltern während ihrer Anreise zur Gedenkveranstaltung in MannheimSpinelli Barracks in Mannheim-Feudenheim; benannt nach dem 1945 gefallenen US-Soldaten Dominic Spinelli; Größe: 82 ha; 2014 an die Bundesrepublik Deutschland zurückgegeben.[17]
- Funari Barracks (5th Signal Command headquarters) in Mannheim-Käfertal; benannt nach dem 1945 gefallenen US-Soldaten Robert Funari; Größe: 11 ha; 2014 an die Bundesrepublik Deutschland zurückgegeben.[18]
- Coleman Barracks (American Forces Network, U.S. Army Confinement Facility Europe) in der Nähe des Stadtteils Sandhofen auf der Gemarkung Scharhof; benannt nach dem 1945 gefallenen US-Soldaten Wilson D. Coleman; Größe: 216 ha. 2010 wurde das 28th Transportation Battalion aufgelöst. 1936 gegründet, wurde es 1949 nach Mannheim verlegt und war der älteste in der Stadt stationierte Truppenteil.[19] Die Kaserne sollte nach Plänen im Februar 2015 an die Bundesrepublik Deutschland zurückgegeben werden.[20] Im Zuge einer Neuorientierung der amerikanischen Streitkräfte in Europa nahm die US-Armee im Januar 2015 jedoch die Kaserne wieder in Benutzung.[21]

Darüber hinaus befanden sich auf Mannheimer Gemarkung Standorte, wie die STEM Barracks und die Hammonds Barracks in Seckenheim, die zur Heidelberger Garnison gehörten und 2010 bzw. 2011 aufgegeben wurden.

## Wirtschaftsfaktor
Die US-Garnison hatte etwa 700 ortsansässige deutsche Arbeitnehmer angestellt. Sie gehörte damit zu den 25 wichtigsten Arbeitgebern in der Stadt Mannheim. Die US-Garnison Mannheim war außerdem einer der fünf Großkunden des Mannheimer Versorgungsunternehmens MVV.